# Оломоуц
Оломоуц (на чешки: Olomouc, на моравски: Holomóc или Olomóc, на полски: Ołomuniec; на немски: Olmütz; на латински: Eburum или Olomucium) е град в Източна Чехия, административен център на Оломоуцки край.

## География
Разположен е на река Морава. Надморската височина на града варира от 208 до 420 m, площта му е 103,33 km2. Населението е 99 496 души (2022).

## История
Историята на Оломоуц започва от 1055 г., когато се споменава за Оломоуцката крепост. Градът се състои от историческа стара част (Staré město) и нова част.

## Известни личности
Родени в Оломоуц
- Рудолф Айтелбергер (1817 – 1885), историк на изкуството
- Карел Брюкнер (р. 1939), футболист
- Спитигнев II (1031 – 1061), херцог
- Олга Тауски-Тод (1906 – 1995), математичка
- Вилхелм Томашек (1841 – 1901), географ

Починали в Оломоуц
- Вацлав III (1289 – 1306), крал